# Liste der Monuments historiques in Miniac-sous-Bécherel
Die Liste der Monuments historiques in Miniac-sous-Bécherel führt die Monuments historiques in der französischen Gemeinde Miniac-sous-Bécherel auf.

## Liste der Bauwerke
| Bezeichnung          | Beschreibung | Standort | Kennzeichnung | Schutzstatus | Datum | Bild           |
| -------------------- | ------------ | -------- | ------------- | ------------ | ----- | -------------- |
| Les roches du diable |              | (Lage)   | PA00090631    | Classé       | 1960  | weitere Bilder |

## Liste der Objekte
- Monuments historiques (Objekte) in Miniac-sous-Bécherel in der Base Palissy des französischen Kultusministeriums